# 神宮

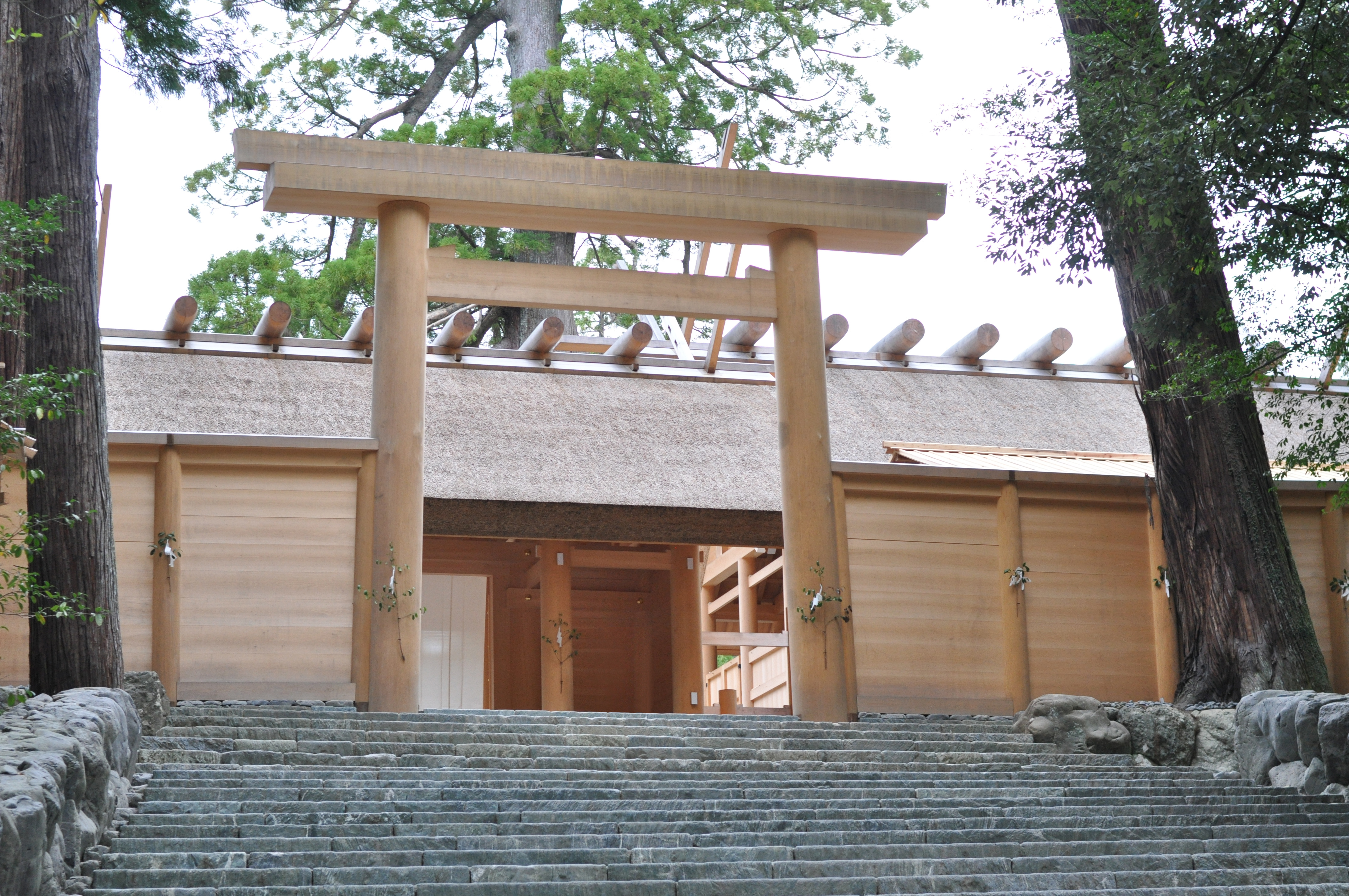
神宮号を名乗る神社のひとつ、伊勢神宮（正式名称「神宮」、三重県）

神宮（じんぐう）とは伊勢神宮の正式名称である。また、神宮号を名乗る神社の総称であり、神社本庁は現在「神宮」の社号を付されている神社は、天皇や皇室の祖先をお祀りするなど、皇室と特にゆかりの深い神社に限られるとしている。

## 歴史
『古事記』では、伊勢神宮と石上神宮のみが、『日本書紀』では、伊勢神宮・石上神宮・出雲大神宮（丹波国一之宮の出雲大神宮と出雲大社で説が別れている）・大神神社のみが「神宮」と記載されていた。その後、平安時代に成立した『延喜式神名帳』では、大神宮（伊勢神宮内宮）・鹿島神宮・香取神宮が「神宮」と表記されている。
明治以降、天皇や皇室の祖先神を祭神とする神社の一部が、社号を「神社」から「神宮」に改めた。しかし、仁徳天皇を祀る難波神社や高津宮が神宮ではないように、全てにおいてそうではない。第二次世界大戦終戦までは、新たに「神宮」の社号を名乗るためには勅許が必要であった。
戦後は神社の国家管理は廃止されたため、「神宮」号を名乗る際に勅許は不要となった。しかし現在でもなお神社本庁傘下において、「神宮」を公式な社号として名乗る神社は特別の由緒を持つものに限られている。戦後、神社本庁に属する神社で「神宮」号を公式に称したのは、いずれも神社本庁の特別な承認を受けて改称した北海道神宮（旧札幌神社・北海道）、伊弉諾神宮（旧伊弉諾神社・兵庫県）、英彦山神宮（旧英彦山神社・福岡県）の3社のみである。神社本庁に属さない単立神社では、天皇を増祀することで「神宮」号に改称した新日吉神宮の例がある。出雲大神宮（旧出雲神社）も戦後の改称である。また、通称として「神宮」号を冠する神社（河尻神宮、西岡神宮、山辺神宮、幣立神宮）も見られる。いずれにせよ神社が既に国家の管理から離れている以上、「神宮」号を称すかどうかは各神社の判断に任せられている。
伊勢神宮（皇大神宮）の祭神天照大神を分霊し「大神宮」、「皇大神宮」と名乗る神社（東京大神宮、伊勢山皇大神宮、開成山大神宮など）は全国各地にあるが、「神宮」の社号とは異なる（出典: Wikipedia日本語版「Template:要出典範囲」）。また、神道系新興宗教の教団施設に「神宮」号を名乗るものがある（神習教「桜神宮」、天津教「皇祖皇太神宮」など）が、これらも当項目では扱わない。

## 神宮号を名乗る神社の一覧
| 社名             | 所在地                       | 祭神等                                       | 改称年                       | 旧社格   |
| ---------------- | ---------------------------- | -------------------------------------------- | ---------------------------- | -------- |
| 皇室祖先神       |                              |                                              |                              |          |
| 神宮（伊勢神宮） | 三重県伊勢市                 | 祭神：内宮・天照大神、外宮・豊受大神         | --                           | --       |
| 伊弉諾神宮       | 兵庫県淡路市                 | 祭神：伊弉諾尊、伊弉冉尊                     | 1954年（昭和29年）           | 官幣大社 |
| 霧島神宮         | 鹿児島県霧島市               | 主祭神：天饒石国饒石天津日高彦火瓊瓊杵尊     | 1874年（明治7年）            | 官幣大社 |
| 鹿児島神宮       | 鹿児島県霧島市               | 主祭神：天津日高彦穂々出見尊                 | 1874年（明治7年）            | 官幣大社 |
| 鵜戸神宮         | 宮崎県日南市                 | 祭神：日子波瀲武鸕鶿葺不合尊                 | 1874年（明治7年）            | 官幣大社 |
| 英彦山神宮       | 福岡県田川郡添田町           | 祭神：正哉吾哉勝速日天忍穂耳尊               | 1975年（昭和50年）           | 官幣中社 |
| （台湾神宮）     | 台湾台北州台北市（廃社）     | 祭神：天照大神                               | 1944年（昭和19年）           | 官幣大社 |
| （朝鮮神宮）     | 朝鮮京畿道京城府（廃社）     | 祭神：天照大神・明治天皇                     | 1925年（大正14年）（創建時） | 官幣大社 |
| （関東神宮）     | 関東州旅順市（廃社）         | 祭神：天照大神・明治天皇                     | 1944年（昭和19年）（創建時） | 官幣大社 |
| 天皇             |                              |                                              |                              |          |
| 橿原神宮         | 奈良県橿原市                 | 祭神：神武天皇                               | 1890年（明治23年）（創建時） | 官幣大社 |
| 宮崎神宮         | 宮崎県宮崎市                 | 祭神：神武天皇                               | 1913年（大正2年）            | 官幣大社 |
| 氣比神宮         | 福井県敦賀市                 | 主祭神：伊奢沙別命、副祭神：仲哀天皇         | 1895年（明治28年）           | 官幣大社 |
| 宇佐神宮         | 大分県宇佐市                 | 主祭神：応神天皇、神功皇后                   | 1871年（明治4年）            | 官幣大社 |
| （扶余神宮）     | 朝鮮忠清南道扶余郡（未鎮座） | 祭神：応神天皇、神功皇后、斉明天皇、天智天皇 | 1939年（昭和14年）（創立時） | 官幣大社 |
| 近江神宮         | 滋賀県大津市                 | 祭神：天智天皇                               | 1940年（昭和15年）（創建時） | 官幣大社 |
| 白峯神宮         | 京都府京都市上京区           | 祭神：崇徳天皇、淳仁天皇                     | 1940年（昭和15年）           | 官幣大社 |
| 平安神宮         | 京都府京都市左京区           | 祭神：桓武天皇、孝明天皇                     | 1895年（明治28年）（創建時） | 官幣大社 |
| 新日吉神宮       | 京都府京都市東山区           | 祭神：後白河天皇                             | 1959年（昭和34年）           | 府社     |
| 赤間神宮         | 山口県下関市                 | 祭神：安徳天皇                               | 1940年（昭和15年）           | 官幣大社 |
| 水無瀬神宮       | 大阪府三島郡島本町           | 祭神：後鳥羽天皇、土御門天皇、順徳天皇       | 1939年（昭和14年）           | 官幣大社 |
| 吉野神宮         | 奈良県吉野郡吉野町           | 祭神：後醍醐天皇                             | 1918年（大正7年）            | 官幣大社 |
| 北海道神宮       | 北海道札幌市中央区           | 副祭神：明治天皇                             | 1964年（昭和39年）           | 官幣大社 |
| 明治神宮         | 東京都渋谷区                 | 祭神：明治天皇                               | 1920年（大正9年）（創建時）  | 官幣大社 |
| その他           |                              |                                              |                              |          |
| 熱田神宮         | 愛知県名古屋市熱田区         | 御神体：三種の神器の一つの天叢雲剣（草薙剣） | 1868年（明治元年）           | 官幣大社 |
| 石上神宮         | 奈良県天理市                 | 御神体：布都御魂                             | 1883年（明治16年）           | 官幣大社 |
| 國懸神宮         | 和歌山県和歌山市             | 御神体：日矛鏡                               | --                           | 官幣大社 |
| 日前神宮         | 和歌山県和歌山市             | 御神体：日像鏡                               | --                           | 官幣大社 |
| 鹿島神宮         | 茨城県鹿嶋市                 | 祭神：武甕槌神                               | --                           | 官幣大社 |
| 香取神宮         | 千葉県香取市                 | 祭神：経津主神                               | --                           | 官幣大社 |